# منتخب هندوراس لكرة الصالات
منتخب هندوراس لكرة الصالات (بالإسبانية: Selección de fútbol sala de Honduras) هو ممثل هندوراس الرسمي في المنافسات الدولية في كرة الصالات
.